# Dolicholana elongata
Dolicholana elongata är en kräftdjursart som först beskrevs av H. Milne-Edwards 1840.  Dolicholana elongata ingår i släktet Dolicholana och familjen Cirolanidae. Inga underarter finns listade i Catalogue of Life.